# Ministerio de Industria, Comercio y Minería
El Ministerio de Industria, Comercio y Minería fue una cartera de la Administración Pública Nacional creada en junio de 1971 y disuelto en octubre del mismo año. Su único ministro fue el general de división Oscar Chescotta.

## Historia
Antes de la constitución del ministerio, existían las Secretarías de Industria y Comercio Interior y de Comercio Exterior, ambas dependientes del Ministerio de Economía y Trabajo.
El Ministerio de Industria, Comercio y Minería fue establecido el 1 de junio de 1971 por Ley 19 064 del gobierno de facto del teniente general Alejandro Agustín Lanusse. El 8 de junio, asumió la titularidad del ministerio, el general de división Oscar Chescotta.
El 22 de octubre de 1971, el presidente aceptó la renuncia del ministro Chescotta. El 25 de octubre, el ministerio fue reemplazado por el Ministerio de Industria y Minería y el Ministerio de Comercio.